# I Write Sins Not Tragedies
I Write Sins Not Tragedies to pierwszy singel pop punkowego zespołu Panic! at the Disco z albumu A Fever You Can’t Sweat Out.
Piosenka mówi o panu młodym, któremu w dniu ślubu dwoje gości mówi o tym, że jego narzeczona go zdradza. Bezradny próbuje racjonalnie to wyjaśnić.